# Missions jésuites de Bolivie
 (mars 2022).
Si vous disposez d'ouvrages ou d'articles de référence ou si vous connaissez des sites web de qualité traitant du thème abordé ici, merci de compléter l'article en donnant les références utiles à sa vérifiabilité et en les liant à la section « Notes et références ».
Les missions jésuites de Bolivie sont les vestiges d'établissements, collèges et églises, fondés par les jésuites durant les XVIIe et XVIIIe siècles, en Amérique latine, alors empire colonial espagnol. Plus particulièrement les missions auprès des Chiquitos se trouvent aujourd'hui en territoire bolivien, au nord du département de Santa Cruz de la Sierra, et partiellement sur le territoire du département de Beni.

## Origine
Lors de la colonisation espagnole, des missionnaires de divers ordres religieux ont participé et mené à bien une mission évangélisatrice qui par bien des aspects peut être comparée à celle menée en son temps par les disciples de Jésus. 
Les établissements créés par eux portent le nom de Misiones ou Reducciones (en français Missions ou réductions). Parmi ces ordres missionnaires les jésuites et les franciscains se distinguèrent. Les œuvres réalisées par les jésuites ont laissé une trace quasi indélébile dans l'histoire des peuples appelés Chiquitaniens de Bolivie.
Fondée par Ignace de Loyola, la Compagnie de Jésus entreprit la fondation de postes missionnaires. Comme beaucoup de ces peuples indigènes de l'intérieur du continent étaient nomades les missionnaires tentèrent. avec succès, de les sédentariser dans ce que l'on appellera plus tard des 'réductions'  (de l'espagnol reduciones). Associée à cela, se fit la découverte de nouveaux territoires et domaines pour le colonisateur. On pense qu'en Bolivie, tout cela fut grandement influencé par la recherche mythique de l'Eldorado, ou Gran Païtiti, ainsi qu'on appelait la fabuleuse cité de l'or, qui aurait été la Cité du savoir, la sœur jumelle de Cusco, capitale de l'empire inca.

## Histoire des fondations
C'est à la fin du XVIIe siècle que débute la création des Missions Jésuites sur le territoire bolivien, essentiellement dans les régions des Chiquitos au nord du département de Santa Cruz de la Sierra et des Moxos situés sur le territoire du département de Beni. La première à être fondée fut la Misión de San Francisco Xavier en 1691. Ensuite il y eut la création de la Misión de San Rafael en 1696. En 1698 le Jésuite Felipe Suárez fonda la Misión de San José. L'évangélisation se poursuivit avec la fondation de la Misión de San Juan Bautista en 1699, puis la Misión de Concepción en 1709, la Misión San Ignacio de Zamucos en 1724 qui fut abandonnée en 1745. Puis après on fonda encore la Misión de San Ignacio en 1748 ; puis la Misión de Santiago en 1754. Les dernières furent les Misiones de Santa Ana en 1755 et de Santo Corazón en 1760.

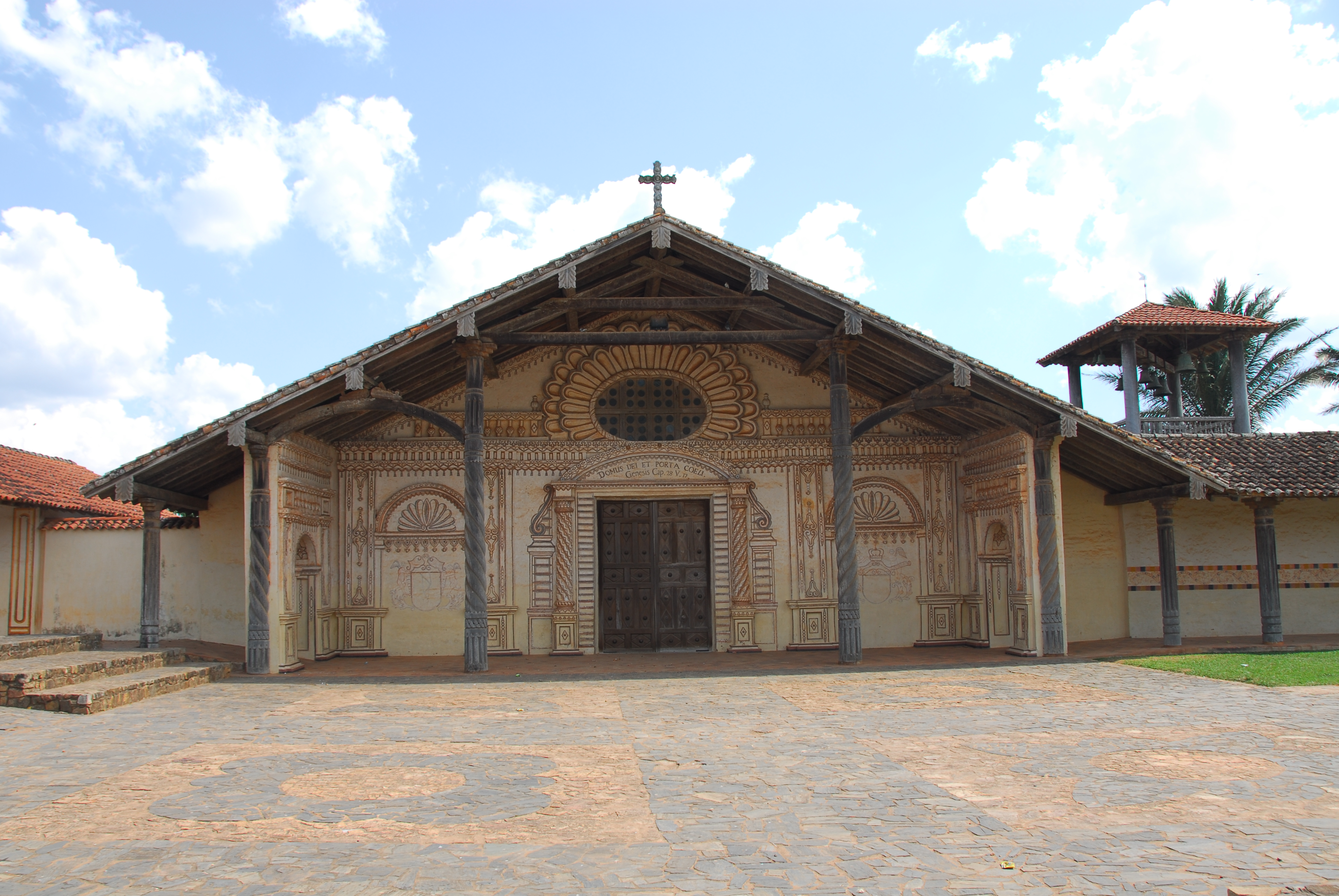
Église de la Misión de San Xavier

## Architecture: un art métis
On doit beaucoup au travail du jésuite suisse Martin Schmid (1694-1772), architecte et musicien-organiste qui fut le véritable créateur de la très belle architecture des 'églises de mission' édifiées dans le style 'Baroque Métis'.
On a utilisé pour la construction de celles-ci des matériaux locaux, comme le bois. Les colonnes sont impressionnantes, et il y a de superbes autels de couleur dorée appelés Bañados de Oro; de plus les peintures sur les murs sont superbes. Enfin, la sculpture des statues des saints a donné lieu à un art métis qui continue encore aujourd'hui dans des ateliers perpétuant la tradition ancestrale.

## Après les Jésuites
En 1767 le roi d'Espagne Charles III décida d'expulser les jésuites d'Espagne et de ses colonies, car il ne supportait pas leurs critiques, mais aussi poussé par certains qui désiraient s'approprier en Amérique les richesses soi-disant cachées des Reducciones. Au Portugal, donc au Brésil voisin, le même drame se produisait, et cela causa des souffrances immenses aux populations amérindiennes protégées par eux, tant au Paraguay, qu'en Argentine et au Brésil ainsi qu'en Bolivie. Le remarquable travail des jésuites tomba à la merci des pillards et des profanateurs. La décadence fut immédiate pour beaucoup de missions surtout celles d'Argentine, du Paraguay et du Brésil. En Bolivie cependant, leur œuvre se maintint et se développa au fil des générations jusqu'aujourd'hui.
En 1991 la région fut déclarée Patrimoine Historique et Culturel de l'Humanité. À la suite de quoi, les autorités boliviennes et des organisations non-gouvernementales mirent en route un programme touristique dans la région, grâce au festival dit Música Renacentista y Barroca de Chiquitos, ce qui veut dire Musique Renaissance et Baroque de Chiquitanie. On peut dire aujourd'hui que la splendeur et la grandeur du travail des jésuites est sauvé et se maintiendra pour le plus grand profit des générations à venir.

## Architecture
La combinaison de l'art baroque avec l'art autochtone très dépouillé a créé de véritables entreprises d'art dans la zone. Cet art est encore embelli par le mélange des croyances, ce qui a donné comme résultat un art original et exquis, que l'on peut encore observer trois siècles après sa création.
Les règles de cette architecture ont été consignées dans un modèle, un schéma qui fut répété avec des variantes dans toutes les réductions missionnaires, c'est la Misión de San Xavier. Elle fut à la base d'un style particulier et aussi d'une organisation d'agencement des bâtiments des cités. Il s'agit d'une structure modulaire avec une vaste zone dans laquelle se concentrait l'église, les ateliers, les écoles et les habitations.
L'église est composée de trois nefs et a un toit fabriqué de bois simple soutenu par des piliers de grande beauté et fort imposants fabriqués avec du bois Cuchi ouvragé, et d'une grande résistance. Ces piliers et le toit constituent un système autonome en bois presque indépendant des murs.
La pierre volcanique est utilisée dans certaines parties des édifices, à la fois sobres et superbes. Tout ceci montre l'habilité artisanale des indigènes. Quant aux peintures à l'intérieur des églises, elles furent faites à base de couleurs qui curieusement les rapprochent des couleurs utilisées dans des temples tibétains ou hindous.

## Voies d'accès
- Depuis Santa Cruz vers San Javier - 221 km (asphalte)
- Depuis San Javier jusque Concepción - 69 km (asphalte)
- Depuis Concepción vers San Ignacio - 178 km (piste bon état en saison sèche)
- Depuis San Ignacio jusque San Miguel, San Rafael et Santa Ana - 159 km(piste bon état en saison sèche)
- Depuis San Ignacio jusque San José de Chiquitos 206 km (en cours de goudronnage, fin des travaux prévue début 2010).